# Пак, Эльза Николаевна
Эльза Николаевна Пак (род. 15 мая 1942) — советская и российская  художница, скульптор и педагог. Лауреат Государственной премии РСФСР (1990). Заслуженный художник РСФСР (1991). Заслуженный деятель искусств Российской Федерации (2001)

## Биография
Родилась 15 мая 1942 года в городе Тойтепа (ныне Нурафшан, Узбекистан).
В 1960—1964 годах обучалась в Ташкентском художественном училище. В 1965—1970 годах обучалась в отделении скульптуры ЛИЖСА имени И. Е. Репина. С 1970 года работала скульптором в Воронежских художественно-производственных мастерских Художественного фонда РСФСР, одновременно с 1970 года занималась педагогической деятельностью в Воронежском художественном училище и в ВИСИ.
Член СХ СССР с 1974 года. Основные художественные произведения Э. Н. Пак создавала в области декоративной, станковой и монументальной скульптуры. С 1972 года является участником зональных, региональных, республиканских, всероссийских и всесоюзных художественных выставок. В 2001 году была участницей международной выставки проходившей в Финляндии. Э. Н. Пак является автором памятников святителю Митрофану Воронежскому, А. С. Пушкину, М. Е. Пятницкому, А. П. Платонову, Котёнок с улицы Лизюкова, Белый Бим в Воронеже. Муж — Иван Дикунов (1941—2022) — скульптор, народный художник Российской Федерации (2007).

## Галерея основных работ

Памятник Митрофану Пятницкому в Воронеже
Памятник Андрею Платонову в Воронеже
Памятник А. С. Пушкину
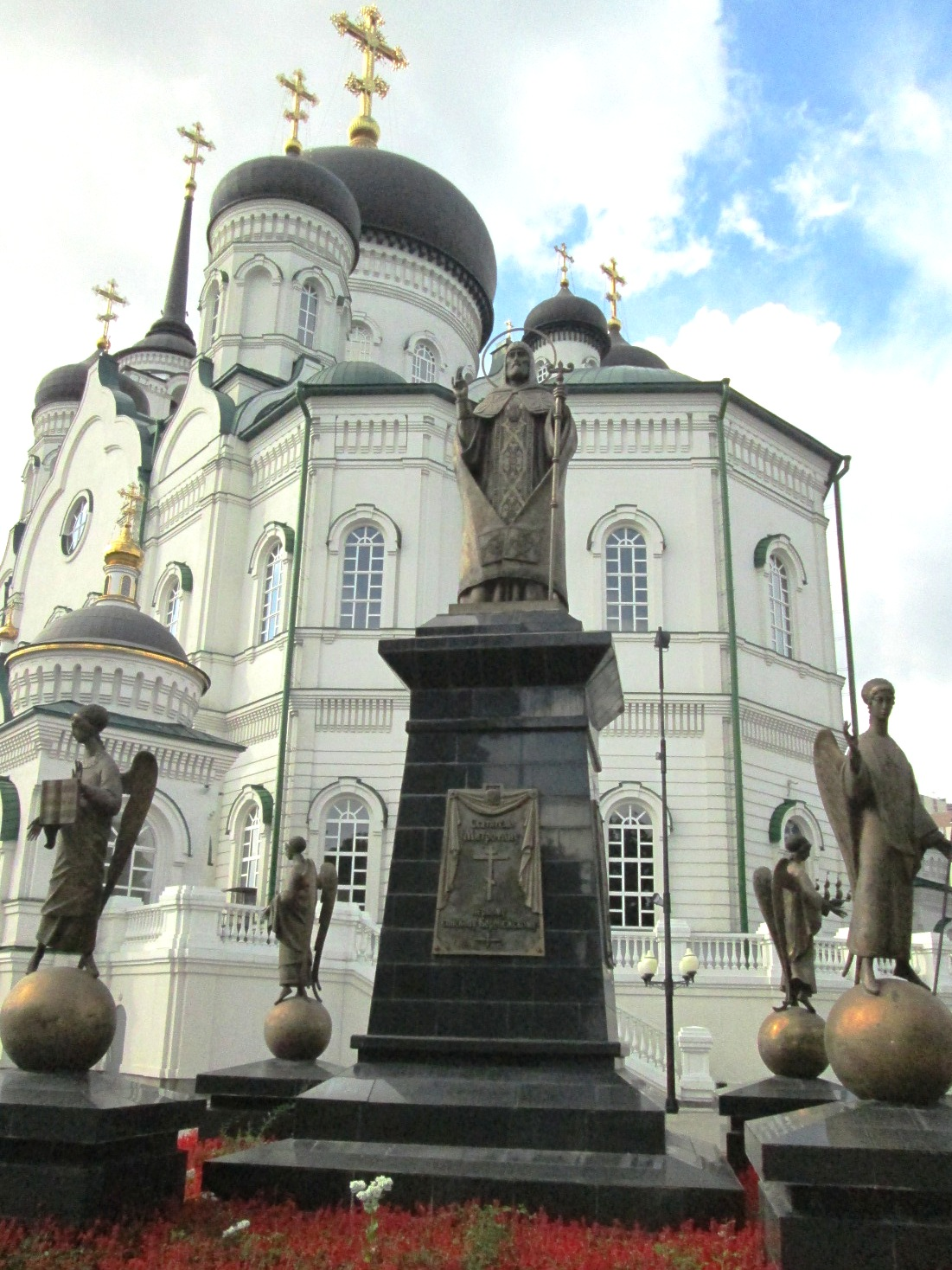
Памятник святителю Митрофану Воронежскому
Белый Бим Чёрное ухо
Памятник, установленный на улице генерала Лизюкова в Воронеже

## Награды
- Знак отличия «За заслуги перед Воронежской областью» (15 мая 2017) — за многолетнюю плодотворную работу, большой личный вклад в области изобразительного искусства и в связи с 75-летием со дня рождения
- Заслуженный деятель искусств Российской Федерации (2000) — за заслуги в области искусства[3]
- Заслуженный художник РСФСР (1991)[4]
- Государственная премия РСФСР за произведения и работы для детей и юношества (1990)[5]— за здание Воронежского областного театра кукол